# Южный полюс Юпитера
Впервые южный полюс Юпитера был детально сфотографирован космическим аппаратом «Юнона», прибывшим к Юпитеру в июле 2016 года и впервые в истории вышедшим на полярную орбиту Юпитера. При этом на южном полюсе были открыты 6 циклонов: 1 в центре и 5 вокруг него (их центры образовывали близкий к правильному 5-угольник), каждый диаметром около 4500 км, со скоростью ветра около 360 км/ч, и все они закручены по часовой стрелке. Аналогичная картина на северном полюсе Юпитера представляет 9 циклонов чуть меньшего размера: 1 в центре, и 8 вокруг него, вращающихся против часовой стрелки.
Привычные для всей остальной поверхности Юпитера широтные полосы в его полярных регионах отсутствуют, а цвет их синее, чем остальной Юпитер.
Наклон оси вращения Юпитера равен всего 3,13°, поэтому Солнце на его полюсах никогда не поднимается высоко над горизонтом, и регионы эти освещаются лишь боковым светом, что затрудняет их съёмку в видимом диапазоне. Исходя из величины полярного радиуса Юпитера (66854 км), радиус его полярных кругов равен 3650 км, то есть оба эти полярных круга проходят через периферийные полярные циклоны.

## Седьмой циклон
Три с лишним года структура циклонов на обоих полюсах ближайшего к нам газового гиганта оставалась стабильной, однако 3 ноября 2019 года, на 22-м витке, «Юнона» обнаружила зарождение на южном полюсе нового циклона: он быстро «растолкал» предыдущие (хотя пока имеет меньший размер, около 800 км), и теперь центры периферийных циклонов полюса образуют практически правильный 6-угольник.

## Исследования до «Юноны»
До «Юноны» на орбиту Юпитера выходил только зонд «Галилео», работавший на ней с 1995 по 2003 годы; однако наклонение его орбиты не позволяло наблюдать полярные регионы Юпитера; не имел возможность заснять полярные регионы и пролетевший в 2000 году мимо Юпитера «Кассини». Таким образом, до 2016 года они оставались «белыми пятнами» (снимки предыдущих пролётных миссий и земных телескопов имели низкое разрешение); однако ещё в 2000 году были обнаружены полярные рентгеновские пятна Юпитера (южное существенно слабее северного).

## Магнитный полюс
На географическом южном полюсе Юпитера расположен и его южный магнитный полюс (при этом чётко выраженного северного магнитного полюса у Юпитера нет).